# Lluvia en los zapatos
Lluvia en los zapatos es una película hispano-británica, guionizada por el cantautor español Rafa Russo, dirigida por la cineasta española María Ripoll (en su debut como directora) y protagonizada por Lena Headey, Douglas Henshall, Penélope Cruz, Mark Strong y Elizabeth McGovern junto con Paul Popplewell. La película se estrenó con los títulos Twice Upon a Yesterday en los Estados Unidos y If Only... en Francia, el Reino Unido y Australia.

## Trama
Victor (Henshall) es un actor londinense que está desesperado por impedir que su exnovia, Sylvia (Headey), a la que le fue infiel, se case con otro hombre. Después de conocer a dos misteriosos basureros , tiene la oportunidad de viajar en el tiempo y revivir su romance. Sin embargo, descubre que las cosas se desarrollan de manera diferente esta vez: Sylvia tiene una aventura con Dave (Strong) y ella lo deja.

## Reparto
- Douglas Henshall como Víctor Bukowski
- Lena Headey como Sylvia Weld
- Penélope Cruz como Louise
- Charlotte Coleman como Alison Hayes
- Mark Strong como Dave Summers
- Neil Stuke como Freddy
- Elizabeth McGovern como Diane
- Inday Ba como Janice
- Paul Popplewell como Simón
- Antonio Gil como director
- Gustavo Salmerón como Rafael
- Eusebio Lázaro como Don Miguel

## Banda sonora
La banda sonora incluye canciones interpretadas por Alpha Blondy, Nigel Lewis, Salif Keita y Susana Martins. El escritor de la película, Rafa Russo, también interpreta su propia composición, "Friends Are Friends".

## Premios
La película ganó el premio a Mejor Guion en el Festival Internacional de Cine de Montreal de 1988, el Premio Gran Angular 1998 en el Sitges - Festival Internacional de Cine de Cataluña y el Círculo Precolombino de Bronce en el Festival de Cine de Bogotá de 1999.